# Daemonosaurus
Daemonosaurus – rodzaj dinozaura żyjącego w późnym triasie na terenach współczesnej Ameryki Północnej. Cechował się stosunkowo krótkim pyskiem i dużymi przednimi zębami.

## Budowa
Daemonosaurus osiągał stosunkowo niewielkie rozmiary – od czubka kości przedszczękowej do tylnej krawędzi kości kwadratowej czaszka mierzyła około 14 cm długości. Cechowała się ona stosunkowo krótkim pyskiem, którego długość stanowi około połowy długości całej czaszki. Dinozaur ten miał duże oczodoły o średnicy około 5 cm, o bardziej okrągłe niż oczodoły typowe dla neoteropodów. Przednią część kości podstawnopotylicznej tworzyła lita kość, dlatego puszka mózgowa jest spneumatyzowana w mniejszym stopniu niż u Tawa hallae. Uzębienie Daemonosaurus było wyraźnie heterodontyczne – zęby przedszczękowe i przednie zęby kości szczękowej były znacznie większe od pozostałych, a przedszczękowe ponadto nachylone ku przodowi. Również dwa pierwsze zęby kości zębowej osiągały większe rozmiary. Budowa zachowanych kręgów szyjnych sugeruje, że Daemonosaurus, podobnie jak Tawa, miał stosunkowo długą szyję. Nie wiadomo jednak, czy holotyp jest osobnikiem juwenilnym czy bliższym dorosłości. Duże oczodoły, krótki pysk, niezrośnięte poszczególne elementy puszki mózgowej wskazują na pierwszą z tych opcji, podczas gdy zamknięcie szwów pomiędzy centrum a łukiem naczyniowym obrotnika i trzeciego kręgu szyjnego – na drugą.

## Systematyka
Według analizy filogenetycznej przeprowadzonej przez Suesa i współpracowników Daemonosaurus jest teropodem bardziej zaawansowanym niż herrerazaury i Eoraptor (których pozycja filogenetyczna jest niepewna – bywają interpretowane jako bazalne dinozaury gadziomiedniczne, teropody lub zauropodomorfy; herrerazaury bywają nawet wyłączane z dinozaurów) i siostrzany dla kladu obejmującego rodzaj Tawa i neoteropody. Taka pozycja filogenetyczna Daemonosaurus dowodziłaby, że należy on do jednej z najstarszych linii ewolucyjnych teropodów. Jeśli holotyp jest w rzeczywistości okazem dorosłym, wówczas obecne u niego „cechy juwenilne” byłyby autapomorfiami tego taksonu. Inne analizy wskazywały jednak, że Daemonosaurus jest bazalnym dinozaurem gadziomiednicznym nienależącym do teropodów, przedstawicielem herrerazaurów, a nawet najbardziej bazalnym znanym dinozaurem ptasiomiednicznym.

## Historia odkryć
Daemonosaurus został opisany w 2011 roku przez Hansa-Dietera Suesa i współpracowników, choć wstępne doniesienie o jego odkryciu ukazało się jeszcze w 2010 roku. Holotypem jest niemal kompletna czaszka wraz z żuchwą i kilkoma pierwszymi kręgami szyjnymi i żebrami (CM 76821). Skamieniałości te wydobyto z datowanych na retyk osadów formacji Chinle w Ghost Ranch w stanie Nowy Meksyk. Nazwa Daemonosaurus pochodzi od greckich słów daimon („demon”, „zły duch”) i sauros („jaszczur”) i stanowi aluzję do legend o złych duchach z Ghost Ranch. Epitet gatunkowy gatunku typowego, chauliodus, pochodzi od greckiego chauliodois i odnosi się do dużych przednich zębów Daemonosaurus.